# Bahnstrecke Frankfurt Süd–Aschaffenburg
| Bahnhof Hanau-Wilhelmsbad |                                                                    |                                                 |                                                 |
| Streckennummer (DB): | 3660                                                               |                                                 |                                                 |
| Kursbuchstrecke (DB): | 640                                                                |                                                 |                                                 |
| Kursbuchstrecke: | 169r (Frankfurt (Main) Süd – Frankfurt (Main) Ost 1934) 416 (1946) |                                                 |                                                 |
| Streckenlänge: | 43,2 km                                                            |                                                 |                                                 |
| Spurweite: | 1435 mm (Normalspur)                                               |                                                 |                                                 |
| Streckenklasse: | D4                                                                 |                                                 |                                                 |
| Stromsystem: | 15 kV 16,7 Hz ~                                                    |                                                 |                                                 |
| Maximale Neigung: | 6,2 ‰                                                              |                                                 |                                                 |
| Streckengeschwindigkeit: | 160 km/h                                                           |                                                 |                                                 |
| Zweigleisigkeit: | (durchgehend)                                                      |                                                 |                                                 |
| |                                                                    |                                                 |                                                 |
| \| \| \| von Frankfurt (Main) Hbf \| \| \| \| \| von Heidelberg \| \| \| \| \| von Frankfurt Stadion \| \| \| \| 0,000 \| Frankfurt (Main) Süd (ehem. Bebraer Bf) \| Frankfurt (Main) Süd (ehem. Bebraer Bf) \| \| \| \| nach Frankfurt (Main) Hbf (tief) (S-Bahn) \| \| \| \| \| Hanau–Frankfurt (Main) Schlachthof (S-Bahn) \| \| \| \| \| nach Hanau (südmainisch) \| \| \| \| \| B 43 \| \| \| \| 1,726 \| Deutschherrnbrücke (seit 1913), Main \| Deutschherrnbrücke (seit 1913), Main \| \| \| \| Städtische Verbindungsbahn \| \| \| \| \| Hanauer Bahnhof (bis 1913) \| \| \| \| 2,378 \| Frankfurt (Main) Ost (seit 1913) \| Frankfurt (Main) Ost (seit 1913) \| \| \| \| \| \| \| \| 3,163 \| Schwedlerbrücke (Fußgängerbrücke) \| Schwedlerbrücke (Fußgängerbrücke) \| \| \| 3,250 \| Frankfurt (Main) Ost Gbf \| Frankfurt (Main) Ost Gbf \| \| \| 3,600 \| zur nordmainischen S-Bahn (geplant) \| zur nordmainischen S-Bahn (geplant) \| \| \| 3,900 \| Frankfurt (Main) Ost Ubf \| Frankfurt (Main) Ost Ubf \| \| \| 4,132 \| Ratswegbrücke (B 8, B 40) \| Ratswegbrücke (B 8, B 40) \| \| \| 4,180 \| A 661 \| A 661 \| \| \| \| Städtische Verbindungsbahn, nach Osthafen \| \| \| \| 5,180 \| Lahmeyerbrücke (heute Fußgängerbrücke) \| Lahmeyerbrücke (heute Fußgängerbrücke) \| \| \| 5,250 \| Frankfurt (Main) Ost Gbf Vbf \| Frankfurt (Main) Ost Gbf Vbf \| \| \| 7,243 \| Frankfurt-Mainkur \| Frankfurt-Mainkur \| \| \| 10,145 \| Maintal West (ehem. Bischofsheim-Rumpenheim) \| Maintal West (ehem. Bischofsheim-Rumpenheim) \| \| \| 12,349 \| Maintal Ost (ehem. Hochstadt-Dörnigheim) \| Maintal Ost (ehem. Hochstadt-Dörnigheim) \| \| \| 15,648 \| Hanau-Wilhelmsbad (ehem. Bf) \| Hanau-Wilhelmsbad (ehem. Bf) \| \| \| 17,750 \| Kinzig (Brücke von 1926) \| Kinzig (Brücke von 1926) \| \| \| 18,034 \| Hanau West (Bft, ehem. Hanau Bf) \| Hanau West (Bft, ehem. Hanau Bf) \| \| \| \| von der nordmainischen S-Bahn (geplant) \| \| \| \| \| von Frankfurt (Main) Schlachthof \| \| \| \| \| \| \| \| \| \| Hanau Mainbrücke (Bft) von Frankfurt (Main) Hbf \| \| \| \| \| \| \| \| \| 19,946 \| Hanau Südseite/Hanau Nordseite \| Hanau Südseite/Hanau Nordseite \| \| \| \| nach Göttingen \| \| \| \| \| nach Friedberg (Hess) \| \| \| \| \| Hafenbahn Hanau \| \| \| \| \| nach Eberbach \| \| \| \| 21,800 \| Großauheim (Kr Hanau) \| Großauheim (Kr Hanau) \| \| \| \| von Hanau Rauschwald \| \| \| \| \| Kraftwerk Staudinger \| \| \| \| 25,348 \| Großkrotzenburg \| Großkrotzenburg \| \| \| 26,824 \| Landesgrenze Hessen/Bayern \| Landesgrenze Hessen/Bayern \| \| \| \| Bundesstraße 8 \| \| \| \| \| nach Schöllkrippen \| \| \| \| 27,414 \| Kahl (Main) \| Kahl (Main) \| \| \| \| Kahl \| \| \| \| \| Kernkraftwerk Kahl \| \| \| \| 31,835 \| Dettingen (Main) \| Dettingen (Main) \| \| \| \| Bundesautobahn 45 \| \| \| \| 34,698 \| Rückersbacher Schlucht \| Rückersbacher Schlucht \| \| \| 36,917 \| Kleinostheim \| Kleinostheim \| \| \| \| Bundesautobahn 3 \| \| \| \| \| Mainaschaff Nord (geplant) \| \| \| \| 38,862 \| Steinerts (Abzw) \| Steinerts (Abzw) \| \| \| \| von/nach Darmstadt \| \| \| \| \| Mainaschaff Hp \| \| \| \| \| Aschaff \| \| \| \| 43,172 \| Aschaffenburg Hbf \| 131 m \| \| \| \| nach Miltenberg Hbf \| \| \| \| \| nach Würzburg Hbf \| \| \| \| \| \| \| \| Quellen: [2][3] \| \| \| \| |                                                                    |                                                 |                                                 |
| Strecke |                                                                    | von Frankfurt (Main) Hbf                        | von Frankfurt (Main) Hbf                        |
| Abzweig geradeaus und von rechts |                                                                    | von Heidelberg                                  | von Heidelberg                                  |
| Strecke von rechts · Strecke |                                                                    | von Frankfurt Stadion                           | von Frankfurt Stadion                           |
| Bahnhof · Bahnhof | 0,000                                                              | Frankfurt (Main) Süd (ehem. Bebraer Bf)         | Frankfurt (Main) Süd (ehem. Bebraer Bf)         |
| Strecke · Abzweig geradeaus und nach links |                                                                    | nach Frankfurt (Main) Hbf (tief) (S-Bahn)       | nach Frankfurt (Main) Hbf (tief) (S-Bahn)       |
| Kreuzung mit Tunnelstrecke · Kreuzung mit Tunnelstrecke |                                                                    | Hanau–Frankfurt (Main) Schlachthof (S-Bahn)     | Hanau–Frankfurt (Main) Schlachthof (S-Bahn)     |
| Kreuzung geradeaus oben · Strecke nach rechts |                                                                    | nach Hanau (südmainisch)                        | nach Hanau (südmainisch)                        |
| Strecke geradeaus |                                                                    | B 43                                            | B 43                                            |
| | 1,726                                                              | Deutschherrnbrücke (seit 1913), Main            | Deutschherrnbrücke (seit 1913), Main            |
| Kreuzung Ende Hochstrecke |                                                                    | Städtische Verbindungsbahn                      | Städtische Verbindungsbahn                      |
| Strecke · Kopfbahnhof Streckenanfang (Strecke außer Betrieb) |                                                                    | Hanauer Bahnhof (bis 1913)                      | Hanauer Bahnhof (bis 1913)                      |
| Bahnhof · Strecke (außer Betrieb) | 2,378                                                              | Frankfurt (Main) Ost (seit 1913)                | Frankfurt (Main) Ost (seit 1913)                |
| Abzweig geradeaus und ehemals von links · Strecke nach rechts (außer Betrieb) |                                                                    |                                                 |                                                 |
| Strecke mit Straßenbrücke | 3,163                                                              | Schwedlerbrücke (Fußgängerbrücke)               | Schwedlerbrücke (Fußgängerbrücke)               |
| Dienststation / Betriebs- oder Güterbahnhof | 3,250                                                              | Frankfurt (Main) Ost Gbf                        | Frankfurt (Main) Ost Gbf                        |
| Abzweig geradeaus und ehemals nach links | 3,600                                                              | zur nordmainischen S-Bahn (geplant)             | zur nordmainischen S-Bahn (geplant)             |
| Dienststation / Betriebs- oder Güterbahnhof | 3,900                                                              | Frankfurt (Main) Ost Ubf                        | Frankfurt (Main) Ost Ubf                        |
| Strecke mit Straßenbrücke | 4,132                                                              | Ratswegbrücke (B 8, B 40)                       | Ratswegbrücke (B 8, B 40)                       |
| Strecke mit Straßenbrücke | 4,180                                                              | A 661                                           | A 661                                           |
| Abzweig geradeaus und nach rechts |                                                                    | Städtische Verbindungsbahn, nach Osthafen       | Städtische Verbindungsbahn, nach Osthafen       |
| Kreuzung geradeaus unten (Querstrecke außer Betrieb) | 5,180                                                              | Lahmeyerbrücke (heute Fußgängerbrücke)          | Lahmeyerbrücke (heute Fußgängerbrücke)          |
| Dienststation / Betriebs- oder Güterbahnhof | 5,250                                                              | Frankfurt (Main) Ost Gbf Vbf                    | Frankfurt (Main) Ost Gbf Vbf                    |
| Bahnhof | 7,243                                                              | Frankfurt-Mainkur                               | Frankfurt-Mainkur                               |
| Haltepunkt / Haltestelle | 10,145                                                             | Maintal West (ehem. Bischofsheim-Rumpenheim)    | Maintal West (ehem. Bischofsheim-Rumpenheim)    |
| Bahnhof | 12,349                                                             | Maintal Ost (ehem. Hochstadt-Dörnigheim)        | Maintal Ost (ehem. Hochstadt-Dörnigheim)        |
| Haltepunkt / Haltestelle | 15,648                                                             | Hanau-Wilhelmsbad (ehem. Bf)                    | Hanau-Wilhelmsbad (ehem. Bf)                    |
| Brücke über Wasserlauf | 17,750                                                             | Kinzig (Brücke von 1926)                        | Kinzig (Brücke von 1926)                        |
| Bahnhof | 18,034                                                             | Hanau West (Bft, ehem. Hanau Bf)                | Hanau West (Bft, ehem. Hanau Bf)                |
| Abzweig geradeaus und nach links · Abzweig von rechts und ehemals von links |                                                                    | von der nordmainischen S-Bahn (geplant)         | von der nordmainischen S-Bahn (geplant)         |
| Kreuzung geradeaus unten · Abzweig geradeaus und von rechts |                                                                    | von Frankfurt (Main) Schlachthof                | von Frankfurt (Main) Schlachthof                |
| |                                                                    |                                                 |                                                 |
| Kreuzung geradeaus unten · Abzweig geradeaus und von rechts |                                                                    | Hanau Mainbrücke (Bft) von Frankfurt (Main) Hbf | Hanau Mainbrücke (Bft) von Frankfurt (Main) Hbf |
| |                                                                    |                                                 |                                                 |
| Bahnhof · Bahnhof | 19,946                                                             | Hanau Südseite/Hanau Nordseite                  | Hanau Südseite/Hanau Nordseite                  |
| Strecke · Strecke nach links |                                                                    | nach Göttingen                                  | nach Göttingen                                  |
| Abzweig geradeaus und nach links |                                                                    | nach Friedberg (Hess)                           | nach Friedberg (Hess)                           |
| Abzweig geradeaus und nach rechts |                                                                    | Hafenbahn Hanau                                 | Hafenbahn Hanau                                 |
| Abzweig geradeaus und nach rechts |                                                                    | nach Eberbach                                   | nach Eberbach                                   |
| Haltepunkt / Haltestelle | 21,800                                                             | Großauheim (Kr Hanau)                           | Großauheim (Kr Hanau)                           |
| Abzweig geradeaus und von links |                                                                    | von Hanau Rauschwald                            | von Hanau Rauschwald                            |
| Abzweig geradeaus und von rechts |                                                                    | Kraftwerk Staudinger                            | Kraftwerk Staudinger                            |
| Bahnhof | 25,348                                                             | Großkrotzenburg                                 | Großkrotzenburg                                 |
| Grenze | 26,824                                                             | Landesgrenze Hessen/Bayern                      | Landesgrenze Hessen/Bayern                      |
| Strecke mit Straßenbrücke |                                                                    | Bundesstraße 8                                  | Bundesstraße 8                                  |
| Abzweig geradeaus und nach links |                                                                    | nach Schöllkrippen                              | nach Schöllkrippen                              |
| Bahnhof | 27,414                                                             | Kahl (Main)                                     | Kahl (Main)                                     |
| Brücke über Wasserlauf |                                                                    | Kahl                                            | Kahl                                            |
| Abzweig geradeaus und ehemals von links |                                                                    | Kernkraftwerk Kahl                              | Kernkraftwerk Kahl                              |
| Bahnhof | 31,835                                                             | Dettingen (Main)                                | Dettingen (Main)                                |
| Strecke mit Straßenbrücke |                                                                    | Bundesautobahn 45                               | Bundesautobahn 45                               |
| Haltepunkt / Haltestelle | 34,698                                                             | Rückersbacher Schlucht                          | Rückersbacher Schlucht                          |
| Bahnhof | 36,917                                                             | Kleinostheim                                    | Kleinostheim                                    |
| Strecke mit Straßenbrücke |                                                                    | Bundesautobahn 3                                | Bundesautobahn 3                                |
| ehemaliger Haltepunkt / Haltestelle |                                                                    | Mainaschaff Nord (geplant)                      | Mainaschaff Nord (geplant)                      |
| Blockstelle | 38,862                                                             | Steinerts (Abzw)                                | Steinerts (Abzw)                                |
| Abzweig quer und von rechts · Abzweig geradeaus und nach rechts |                                                                    | von/nach Darmstadt                              | von/nach Darmstadt                              |
| Haltepunkt / Haltestelle · Strecke |                                                                    | Mainaschaff Hp                                  | Mainaschaff Hp                                  |
| Brücke über Wasserlauf · Brücke über Wasserlauf |                                                                    | Aschaff                                         | Aschaff                                         |
| Bahnhof · Bahnhof | 43,172                                                             | Aschaffenburg Hbf                               | 131 m                                           |
| Strecke nach rechts · Strecke |                                                                    | nach Miltenberg Hbf                             | nach Miltenberg Hbf                             |
| Strecke |                                                                    | nach Würzburg Hbf                               | nach Würzburg Hbf                               |
| |                                                                    |                                                 |                                                 |
| Quellen: |                                                                    |                                                 |                                                 |

Die Bahnstrecke Frankfurt Süd–Aschaffenburg ist eine normalspurige, durchgehend zweigleisige und elektrifizierte Eisenbahnhauptstrecke im südlichen Hessen und Bayern. Sie beginnt heute im Frankfurter Südbahnhof und verläuft ab dem Frankfurter Ostbahnhof am rechten Ufer des Mains über den Hanauer Hauptbahnhof nach Aschaffenburg Hbf.

## Geschichte
Nach dem Bau der Taunus-Eisenbahn 1839–1840, von Frankfurt am Main ausgehend mainabwärts nach Wiesbaden, gab es bald darauf Pläne für eine Bahnstrecke mainaufwärts nach Hanau. Die Frankfurt-Hanauer Eisenbahn-Gesellschaft konstituierte sich 1844. Sie erhielt noch im gleichen Jahr die beiden erforderlichen Konzessionen seitens der Freien Stadt Frankfurt und des Kurfürstentums Hessen, der beiden Staaten, über deren Territorium sie ausschließlich führte. Der Bau begann 1845. Etwas unklar ist die Beteiligung von Paul Camille Denis daran. Akten verzeichnen seine „Oberaufsicht“ über den Bau. Die Eröffnung erfolgte am 10. September 1848 unter dem Namen „Frankfurt-Hanauer Eisenbahn“, umgangssprachlich je nach Standort auch „Hanauer Bahn“ oder „Frankfurter Bahn“ genannt.
Beginn der Strecke war der Hanauer Bahnhof im Frankfurter Ostend, das Ende der Strecke nach 16,4 Kilometern der heutige Bahnhof Hanau West nahe der Hanauer Innenstadt. Die Strecke war zunächst ein reiner Inselbetrieb.
Das änderte sich sechs Jahre später, als 1854 die Strecke nach Aschaffenburg verlängert wurde und Anschluss an die Ludwigs-Westbahn der Bayrischen Staatseisenbahnen entstand, die über Würzburg nach Bamberg führte. Der kurhessische Abschnitt von Hanau zur damaligen Staatsgrenze nahe Kahl am Main wurde von der  Frankfurt-Hanauer Eisenbahn-Gesellschaft gebaut und beruhte auf einer kurhessischen Konzession und einem Staatsvertrag zwischen dem Königreich Bayern und dem Kurfürstentum vom 7. Juni 1850. Der übrige Teil der Strecke wurde von den Bayerischen Staatseisenbahnen als Teil der Ludwigs-Westbahn gebaut. Nach der Fertigstellung wurde die Gesamtstrecke von Frankfurt nach Aschaffenburg jedoch von der Frankfurt-Hanauer Eisenbahn-Gesellschaft betrieben, der bayerische Teil war an sie verpachtet.
Der Bau der Strecke erwies sich als nicht ganz unproblematisch: In Hanau war ein niveaugleicher Bahnübergang über die Philippsruher Allee unmittelbar östlich des bisherigen Hanauer Endbahnhofes erforderlich. Kurfürst Friedrich Wilhelm I. erwartete mit dem Argument, dass damit die zu seinem Schloss Philippsruhe führende Allee gestört werde, von der den Ausbau der Bahn finanzierenden Bank Bernus du Fay ein Schmiergeld in Höhe von 100.000 Talern. Sein leitender Minister, Ludwig Hassenpflug, bot daraufhin seinen Rücktritt an, der Kurfürst verweigerte ihm aber die Demission. Da die Hanauer Bahn mit dem Anschluss an das Königreich Bayern zu einer Strecke mit überregionaler Bedeutung avancierte, wurde sie ab 1859 über die Städtische Verbindungsbahn Frankfurt am Main an die Frankfurter Westbahnhöfe und damit an das übrige Frankfurter Eisenbahnnetz angeschlossen.
Zum 1. Januar 1863 pachtete die private Hessische Ludwigsbahn den gesamten Eisenbahnbetrieb der Frankfurt-Hanauer Eisenbahn-Gesellschaft und damit auch die Bahnstrecke Frankfurt–Aschaffenburg. Zehn Jahre später kaufte die Hessische Ludwigsbahn dann die Frankfurt-Hanauer Eisenbahn-Gesellschaft und übernahm sie zum 31. Dezember 1872. Mit der Verstaatlichung der Hessischen Ludwigsbahn, die überwiegend in die neue Eisenbahndirektion Mainz umgeformt wurde, kam die Strecke zum 1. April 1897 an die Eisenbahndirektion Frankfurt. Zum 1. April 1898 wurde die Strecke zwischen Frankfurt und Hanau und die dort anschließende Odenwaldbahn mit einer Telegrafen-Fernleitung versehen, betriebsintern als „Fernmeldeleitung Nr. 7“ bezeichnet.
| Bahnhof                     | Rufzeichen | Tag der Inbetriebnahme |
| --------------------------- | ---------- | ---------------------- |
| Frankfurt (Main) Ostbahnhof | Fo         | 1. April 1898          |
| Hanau West                  | Ha         | 7. Mai 1898            |
| Hanau Ostbahnhof            | Han        | 1. April 1898          |
| Seligenstadt                |            | 27. August 1898        |
| Babenhausen                 | Ba         | 1. April 1898          |
| Groß-Umstadt                |            | 27. August 1898        |
| Wiebelsbach-Heubach         | W          | 1. April 1898          |
| Michelstadt                 | Mi         | 1. April 1898          |
| Hetzbach                    |            | 27. August 1898        |
| Eberbach                    | Ea         | 1. April 1898          |

Da die Verbindungsbahn auf Dauer nicht im Stande war, den kompletten Personen- und Güterverkehr zwischen dem Osten und dem Westen Frankfurts abzuwickeln, wurde die Hanauer Bahn über eine 1911–1913 erbaute Querspange über den Main und die Deutschherrnbrücke an die Frankfurt-Bebraer Eisenbahn angeschlossen. Damit wurde der Hanauer Bahnhof, ein Kopfbahnhof, überflüssig und 1913 geschlossen. Betrieblich ersetzte ihn der weiter östlich gelegene Bahnhof Frankfurt (Main) Ost, ein Durchgangsbahnhof.
1937 wurde die Verbindungskurve zwischen der Abzweigstelle Steinerts und der Abzweigstelle Mainaschaff an der Rhein-Main-Bahn in Betrieb genommen.
Im Zweiten Weltkrieg war die Strecke als wichtiger Verkehrsweg auch Ziel von Luftangriffen der Alliierten. So war die Strecke Angriffsziel z. B. in der Nacht vom 1. auf den 2. April 1942.

### Planungen
Ein neuer Haltepunkt Mainaschaff Nord (Lage) im Norden der Gemeinde Mainaschaff mit einem 210 Meter langen, Bahnsteig mit einer Bahnsteighöhe von 76 Zentimetern soll den Haltepunkt Rücksbacher Schlucht ersetzen. Der Baubeginn wird für 2027 oder 2028 anvisiert.
Es bestehen konkrete Planungen, an eine im City-Tunnel Frankfurt bereits vorsorglich eingebaute Abzweigstelle eine Tunnelstrecke zum Ostbahnhof anzubinden. Diese soll im Bereich des Containerbahnhofs Osthafen wieder ans Tageslicht treten und dann parallel zur Bestandsstrecke auf gleicher Trasse in einer gesonderten, weiteren zweigleisigen Bahnstrecke für die S-Bahn Rhein-Main bis Hanau Hauptbahnhof weitergeführt werden.
Im dritten Gutachterentwurf des Deutschlandtaktes ist zwischen Großkrotzenburg und Steinerts ein viergleisiger Ausbau mit einer Geschwindigkeitserhöhung auf 230 km/h auf den Ferngleisen sowie beidseitiger niveaufreier Anbindung unterstellt. Dafür sind, zum Preisstand von 2015, Investitionen von 644 Millionen Euro vorgesehen.

## Streckenverlauf
Die Strecke beginnt im Bahnhof Frankfurt (Main) Süd an den Gleisen 7 und 8 in Verlängerung der ursprünglichen Trasse der Mainbahn. Einer Rampe ab der Seehofstraße folgt zunächst ein Überwerfungsbauwerk über die südmainische Strecke nach Hanau, unmittelbar danach wird die Bundesstraße 43 überquert. Die Strecke führt weiter in Hochlage zur und über die Deutschherrnbrücke.
Nach der Überquerung der Hanauer Landstraße vor dem Bahnhof Frankfurt (Main) Ost verlaufen Bahnstrecke und Hanauer Landstraße parallel. Nordöstlich des Bahnhofs Frankfurt-Mainkur verlaufen beide einen guten Kilometer lang in einem weiten Bogen unmittelbar parallel zum Main. Dann verläuft die Strecke wiederum völlig gerade nach Osten durch die 1974 gebildete Stadt Maintal mit den Stationen West und Ost bis kurz vor den Haltepunkt Hanau-Wilhelmsbad, den sie nach Unterquerung des Autobahnzubringers zur Bundesautobahn 66 erreicht. Das Empfangsgebäude von Hanau-Wilhelmsbad ist das einzige an der Strecke, das noch aus der Erbauungszeit der Bahn erhalten ist. Es folgt ein weiter Bogen von Nordwesten Richtung Hanau-Innenstadt. Die Kinzig und ihr Vorland werden auf Brücken aus stählernen Vollwandträgern auf gemauerten Pfeilern und Widerlagern von 1926 überquert.
Der vorübergehende Endbahnhof der Strecke und heutige Bahnhof Hanau West liegt am Rand der Hanauer Innenstadt. Unmittelbar nach dem heutigen Bahnhofsteil zweigt eine eingleisige Strecke aus der Hauptstrecke ab, die zunächst parallel zu dieser weiter verläuft. Südlich der Innenstadt unterqueren die Strecken zuerst die Bundesstraße 45 und teilen sich dann auf. Während die Hauptstrecke die Gleise der südmainischen Strecke von Frankfurt unterquert und dann zum südlichen Teil des Hanauer Hauptbahnhofs, einem ehemaligen Inselbahnhof, führt, verläuft die Zweigstrecke kreuzungsfrei zum nördlichen Teil des Hauptbahnhofs mit Durchbindung zur Kinzigtalbahn Richtung Fulda. Zwischen dieser Aufteilung und der Südseite des Hanauer Hauptbahnhofs zweigt von der Hauptstrecke noch ein weiteres Gleis ab, das durch eine Kleingartenanlage, genau wie die erste Zweigstrecke, ebenfalls zur Nordseite des Hauptbahnhofs führt.
Von Hanau Südseite aus verläuft die Strecke weiter Richtung Süden. Sie führt rechtsmainisch nach Aschaffenburg Hbf.

## Bedienung

### Personenverkehr
Zu Beginn der 2010er Jahre bedienen Regionalbahn und Regional-Express im Schienenpersonennahverkehr alle Zwischenhalte der Bahnstrecke zwischen Frankfurt und Hanau.
Im Fernverkehr ist der Abschnitt zwischen Aschaffenburg und Hanau Teil der Verbindung zwischen Würzburg Hbf und Frankfurt (Main) Hbf. Zwischen Hanau und Frankfurt nutzen Intercity- und Intercity-Express-Züge die etwa einen Kilometer kürzere südmainische Strecke über Offenbach, können die Strecke über Maintal aber prinzipiell ebenso ohne Zwischenhalt nutzen.
Jeweils im Zweistundentakt verkehren auf der Strecke die Linien RE 54 Frankfurt Hbf–Bamberg und RE 55 Frankfurt Hbf–Würzburg und bilden gemeinsam einen Stundentakt zwischen Hanau und Aschaffenburg sowie auf der Strecke Aschaffenburg–Würzburg. Während die Linie RE 55 über die südmainische Strecke fährt, befährt die Linie RE 54 die Bahnstrecke Frankfurt Süd–Aschaffenburg auf gesamter Länge. Zwischen Frankfurt und Hanau bildet sie zusammen mit der Linie RB 58 einen Stundentakt, ein Anschluss in Hanau von der Regionalbahn zur Linie RE 55 besteht jedoch nicht. Die Linie RB 58 fährt zusätzlich stündlich von Rüsselsheim Opelwerk über Frankfurt Flughafen, Frankfurt Süd und Aschaffenburg nach Laufach und bedient in Gegensatz zum Regional-Express zwischen Hanau und Aschaffenburg alle Halte.
Als RE 59 werden vereinzelte Regional-Express-Züge bezeichnet, die montags bis freitags im Zweistundentakt von Hanau Hbf (vereinzelt von Aschaffenburg Hbf) aus über den Südbahnhof hinaus nach Frankfurt (Main) Flughafen Regionalbahnhof fahren. Diese halten zwischen Hanau und Frankfurt Süd meistens nur in Maintal Ost und Frankfurt Ost.
In der Hauptverkehrszeit werden auch einzelne Züge der Odenwaldbahn (RE 85) sowie der Kinzigtalbahn (RB 51) über die Strecke zwischen Frankfurt und Hanau geführt, welche jedoch nur in Maintal Ost, Frankfurt Ost und teilweise Hanau West halten.
Die Regionalbahnzüge bestanden bis Ende 2015 planmäßig aus einer Lok der Baureihe 143 oder Baureihe 111 und fünf n-Wagen. Der Einsatz der Baureihe 110 endete sukzessive bis Dezember 2012. Das Material der Regional-Express-Züge variierte zwischen Lokomotiven der Baureihen 111 und 146 sowie Modus-Wagen und diversen Typen von Doppelstockwagen. Seit dem 13. Dezember 2015 wurden die Linien RB 58 und RE 59 nur noch mit Triebzügen der Baureihe 425 befahren.
Seit Dezember 2017 werden auf den Regional-Express-Linien RE 54 und RE 55 Doppelstock-Triebzüge des Typs Bombardier Twindexx Vario eingesetzt.
Seit Juli 2018 befährt die Hessische Landesbahn die Verbindungen Frankfurt Süd–Hanau–Aschaffenburg–Laufach (RB 58) und Frankfurt (Main) Flughafen Regionalbahnhof–Hanau(–Aschaffenburg) (RE 59) mit Triebwagen des Typs Alstom Coradia Continental.

### Güterverkehr
Nach dem Abriss des Frankfurter Hauptgüterbahnhofs ist Frankfurt (Main) Ost der größte Güterbahnhof in Frankfurt. Er umfasst einen Containerbahnhof und Anschlüsse zum Frankfurter Osthafen. Durchgehende Güterzüge nutzen hauptsächlich die nordmainische Strecke, da diese kreuzungsfrei von der Umgehungsbahn über die ursprüngliche Trasse der Mainbahn vom Bahnhof Frankfurt am Main Stadion erreichbar ist.